# Aurelio Milani
Aurelio Milani (* 14. Mai 1934 in Desio; † 25. November 2014 in Mailand) war ein italienischer Fußballspieler, er spielte auf der Position eines Stürmers. 

## Karriere
Aurelio Milani begann seine Karriere in seiner Heimatstadt bei Aurora di Desio, hier blieb er bis zur Saison 1952/53, als er zu Atalanta Bergamo in die Serie A wechselte. Da er hier nicht zum Einsatz kam, wechselte er zur unterklassigen AC Fanfulla, wo er insgesamt zwei Spielzeiten spielte. Zur Saison 1955/56 wechselte Milani dann zur AC Simmenthal Monza in die Serie B, nach zwei Saisons wechselte er zum Ligakonkurrenten US Triestina. Mit diesem Verein belegte Milani am Ende der Saison 1957/58 den 1. Platz, damit stieg Triestina in die Serie A auf. Trotzdem wechselte er zu Sampdoria Genua, hier gehörte er bereits in der ersten Saison zu den Leistungsträgern, dies ändert sich jedoch in der Folgesaison als Milani nur noch selten berücksichtigt wurde. Deshalb wechselte er zur Saison 1960/61 zur AC Padua, wo er wieder zum Stammspieler wurde. Nach einer Saison bei Padua wechselte Milani zur AC Florenz, wo er auf Anhieb zum Stammspieler wurde. Mit seinen 22 Toren wurde Milani zusammen mit José Altafini Torschützenkönig der Serie A. In der zweiten Saison in Florenz kam er deutlich weniger zum Einsatz und konnte nur noch einen Treffer erzielen. Am Ende der Saison verließ Milani Florenz in Richtung Inter Mailand, wo er als Ergänzungsspieler eingesetzt wurde. In seiner zweiten Saison in Mailand wurde Inter Meister, womit Milani seinen ersten Meistertitel feiern konnte.

## Erfolge
- Italienischer Serie-B-Meister: 1957/58
- Europapokalsieger der Landesmeister: 1963/64, 1964/65
- Weltpokalsieger: 1964
- Italienischer Meister: 1964/65
- Torschützenkönig der Serie B 1955/56 mit 23 Toren
- Torschützenkönig der Serie A 1961/62 mit 22 Toren